# 钟花达乌里秦艽
钟花达乌里秦艽（学名：Gentiana dahurica var. campanulata）是龙胆科龙胆属达乌里秦艽的变种。分布在中国大陆的四川等地，生长于海拔4,250米至4,400米的地区，一般生于高山潮湿草甸、山顶草甸以及灌丛中，目前尚未由人工引种栽培。